# کامن اوپاسنوستی
کامن اوپاسنوستی (انگلیسی: Kamen Opasnosti) یک جزیره در استان ساخالین کشور روسیه است.